# Los Realejos
Los Realejos – gmina w Hiszpanii, w prowincji Santa Cruz de Tenerife, we wspólnocie autonomicznej Wysp Kanaryjskich, o powierzchni 57,09 km². W 2011 roku gmina liczyła 38 028 mieszkańców.
Z Los Realejos pochodzi Elisabeth Chávez, hiszpańska piłkarka ręczna, medalistka olimpijska i mistrzostw świata.